# Noah Spence
Noah Spence (Filadelfia, 8 gennaio 1994) è un giocatore di football americano statunitense che milita nel ruolo di defensive end per i Cincinnati Bengals della National Football League (NFL).

## Carriera

### Tampa Bay Buccaneers
Dopo avere giocato al college a football con gli Ohio State Buckeyes (2012-2013) e alla Eastern Kentucky University (2015), Spence fu scelto nel corso del secondo giro (39º assoluto) nel Draft NFL 2016 dai Tampa Bay Buccaneers. Debuttò come professionista subentrando nella gara del primo turno contro gli Atlanta Falcons. Nel dodicesimo turno, Spence fu premiato come rookie della settimana dopo avere messo a segno 5 tackle, 1,5 sack e un fumble forzato nella vittoria interna sui Seattle Seahawks. Alla fine di novembre fu premiato come rookie difensivo del mese, in cui fece registrare 2,5 sack e 2 fumble forzati.

## Palmarès

### Franchigia
- American Football Conference Championship: 1

Cincinnati Bengals: 2021

### Individuale
- Rookie difensivo del mese: 1

novembre 2016
- Rookie della settimana: 1

12ª del 2016

## Statistiche
| Partite totali      | 11  |
| Partite da titolare | 1   |
| Tackle totali       | 17  |
| Sack                | 5,5 |
| Intercetti          | 0   |
| Fumble forzati      | 3   |